# Furcifer verrucosus
Espèce
Synonymes
- Chamaeleo verrucosus Cuvier, 1829
- Chamaeleon semicristatus Boettger, 1894
- Furcifer verrocosus (Cuvier, 1829)

Statut de conservation UICN

 LC  : Préoccupation mineure
Statut CITES
Furcifer verrucosus, le Caméléon verruqueux, est une espèce de sauriens de la famille des Chamaeleonidae.

## Répartition
Cette espèce est endémique de Madagascar.

## Description

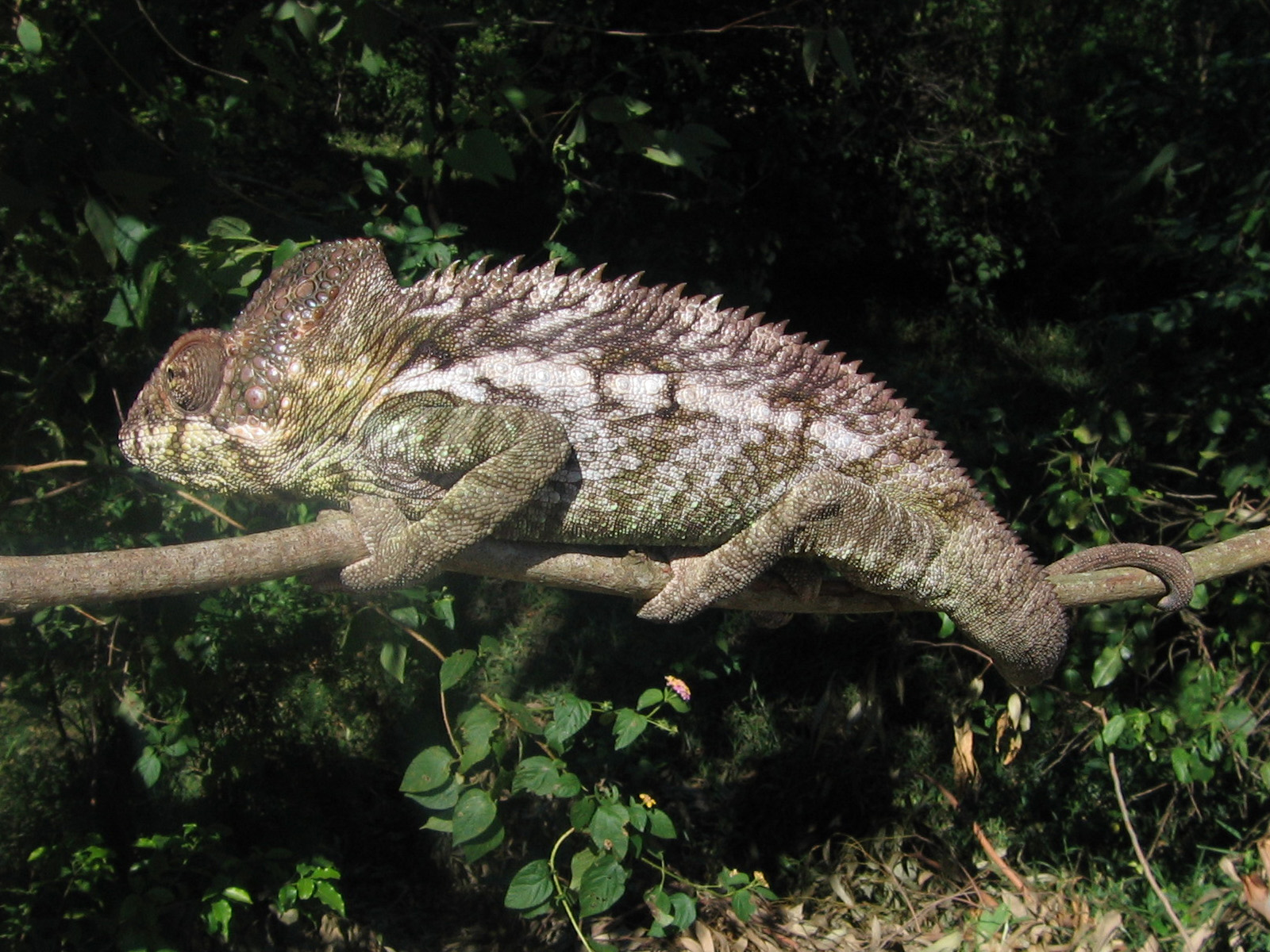
Furcifer verrucosus

Ce caméléon mesure 50 cm en moyenne, mais certains mâles atteignent 56 cm.

## Liste des sous-espèces
Selon The Reptile Database (20 juin 2012) :
- Furcifer verrucosus verrucosus (Cuvier, 1829)
- Furcifer verrucosus semicristatus (Boettger, 1894)

## Publications originales
- Cuvier, 1829 : Le Règne Animal distribué, d'après son organisation, pour servir de base à l'Histoire Naturelle des Animaux et d'introduction à l'Anatomie Comparé. Nouvelle Édition. Les Reptiles. Déterville, Paris, vol. 2, p. 1-406 (texte intégral)
- Boettger, 1894 : Diagnosen eines Geckos und eines Chamaeleons aus Süd-Madagascar. Zoologischer Anzeiger, vol. 17, p. 137-140 (texte intégral)